# Kanata Tooku/Hikari Kanata
Kanata Tooku/Hikari Kanata é um single de Hironobu Kageyama. Foi lançado em 26 de outubro de 2022 pela Lantis e possui quatro faixas.

## Produção
O trabalho marca o retorno de Kageyama à franquia Ultraman, onde havia feito a canção "ULTRA HIGH" com sua banda LAZY. O próprio Kageyama assumiu a composição das melodias e escrever ambas as letras.

## Legado
As músicas foram compostas para serem encerramentos das duas primeiras temporadas de Ultraman Decker. Ambas foram inclusas no álbum especial de canções da franquia Ultraman chamado Saishin Ultraman Shudaika Shuu Ultraman Decker.

## Recepção
O single chegou à 53ª posição na Billboard Japan.

## Faixas
| N.º            | Título                      | Letras         | Música         | Arranjo        | Duração |  |
| 1.             | "Kanata Tooku"              | H. Kageyama    | H. Kageyama    | Kenshiro       | 4:33    |  |
| 2.             | "Hikari Kanata"             | H. Kageyama    | H. Kageyama    | Kenshiro       | 4:43    |  |
| 3.             | "Kanata Tooku (off vocal)"  | instrumental   | H. Kageyama    | Kenshiro       | 4:33    |  |
| 4.             | "Hikari Kanata (off vocal)" | instrumental   | H. Kageyama    | Kenshiro       | 4:43    |  |
| Duração total: | Duração total:              | Duração total: | Duração total: | Duração total: | 18:32   |  |